# Коолс, Жульен
Жюльен Коолс (нидерл. Julien Cools; род. 13 февраля 1947, Retie, Антверпен) — бельгийский футболист, наиболее известный по выступлениям на позиции полузащитника за «Брюгге» и сборную Бельгии. Лучший футболист года в Бельгии (1977).

## Биография

### Карьера
Родился в городе Ретье, где выступал за местный футбольный клуб. В 1969 году, перешёл в «Беринген». В сезоне 1969/70 играл за команду высшим дивизионе, а затем помог ей вернутся в чемпионат Бельгии, после вылета во второй дивизион.
В 1973 году стал игроком «Брюгге». Выступал за команду шесть сезонов; в 1976, 1977 и 1978 годах, становился чемпионом Бельгии. В 1977 году завоевал национальный кубок. Сыграл в 32-х еврокубковых матчах за «Брюгге». Играл в финалах Кубка УЕФА в 1976 году и в финале Кубка европейских чемпионов 1977/1978. В 1979 году присоединился к команде «Беерсхот».
После вылета «Беерсхота» из высшего дивизиона, перешёл в клуб «Дессель Спорт» из третьего дивизиона. После вылета клуба в четвёртый дивизион в 1984 году, до 1986 года выступал за «Вестерло».
После завершения карьеры игрока, работал детским тренером в Королевской бельгийской футбольной ассоциации, с 2008 года, занимал должность ассистента главного тренера в сборной Брунея.

## Достижения
«Брюгге»
- Чемпион Бельгии: 1975/1976, 1976/1977, 1977/1978[4]
- Кубок Бельгии: 1976/1977[4]

Личные
- Футболист года в Бельгии: 1977[5][4]